# Щеніївська сільська рада
Щеніївська сільська рада — колишня адміністративно-територіальна одиниця та орган місцевого самоврядування у Черняхівському районі Волинської округи, Київської та Житомирської областей Української РСР з адміністративним центром у селі Щеніїв.

## Населені пункти
Сільській раді на час ліквідації були підпорядковані населені пункти:
- с. Щеніїв.

## Історія та адміністративний устрій
Створена 13 червня 1930 року, відповідно до наказу Волинського ОВК № 38 «Про утворення нових сільрад у Волинській окрузі», у с. Щеніїв Забрідської сільської ради Черняхівського району Волинської округи.
Станом на 1 вересня 1946 року сільська рада входила до складу Черняхівського району Житомирської області, на обліку в раді перебувало с. Щеніїв.
Ліквідована 11 серпня 1954 року, відповідно до указу Президії Верховної ради Української РСР «Про укрупнення сільських рад по Житомирській області», територію ради та с. Щеніїв приєднано до складу Забрідської сільської ради Черняхівського району Житомирської області.